# Eupithecia broteas
Eupithecia broteas là một loài bướm đêm trong họ Geometridae.